# كالكيدان جيزاهيجن
كالكيدان جيزاهيجن (مواليد 8 مايو 1991) هي متسابقة مسافات متوسطة بحرينية متخصصة في سباق 1500 متر،مثلت إثيوبيا قبل أن تتحول لتمثيل البحرين في 2013.